# Хотел Гранд Будапест
Хотел Гранд Будапест (енгл. The Grand Budapest Hotel) је филм режисера и сценаристе Веса Андерсона из 2014. године инспирисан делима Штефана Цвајга. Радња прати управника престижног хотела Гранд Будапест који покушава да докаже невиност пошто је оптужен за убиство дугогодишње пријатељице.
Филм је снимљен у Немачкој и премијерно је приказан на Берлинском филмском фестивалу где је освојио Гранд при жирија. Наишао је на позитиван пријем код критичара и уједно је најкомерцијалнији Андерсонов филм.

## Радња
Филм говори о авантурама Густава Х, легендарног управника у чувеном европском хотелу између два рата и Зироу Мустафи, носачу кофера који постаје његов највернији пријатељ. Прича укључује крађу и проналажење непроцењиве ренесансне слике; немилосрдну борбу за огромно породично богатство; очајничке јурњаве моторима, возовима, санкама и скијама; и најфинију љубавну аферу – а све то на континенту који пролази кроз изненадне и драматичне промене.

## Улоге
| Глумац           | Улога                 |
| ---------------- | --------------------- |
| Рејф Фајнс       | гдин Густав Х.        |
| Тони Револори    | млади Зиро Мустафа    |
| Адријен Броди    | Дмитриј               |
| Вилем Дафо       | Џ. Г. Џоплинг         |
| Џеф Голдблум     | заменик Вилмош Ковач  |
| Серше Ронан      | Агата                 |
| Едвард Нортон    | инспектор Хенкелс     |
| Ф. Мари Ејбрахам | старији Зиро Мустафа  |
| Матје Амалрик    | Серж                  |
| Џуд Ло           | писац као младић      |
| Харви Кајтел     | Лудвиг                |
| Бил Мари         | гдин Иван             |
| Леа Седу         | Клотилда              |
| Џејсон Шварцман  | гдин Жан              |
| Тилда Свинтон    | Мадам Д.              |
| Том Вилкинсон    | писац у старијој доби |
| Овен Вилсон      | гдин Чак              |
| Боб Балабан      | М. Мартин             |